# American Manufacturing Council
Das American Manufacturing Council war ein Gremium, das den US-Präsidenten Donald Trump in Industriefragen beriet.
Trump machte Arbeitsplatzverluste in Industriegebieten zu einem Schwerpunkt seiner Kampagne und versprach an das Ausland verlorene Arbeitsplätze zurückzuholen.
Das Gremium sollte Trump bei der Steigerung des Wirtschaftswachstums fachlich beraten. Das erste gemeinsame Treffen fand am 30. Januar 2017 statt. Die Mitglieder waren hochkarätige Manager, meist CEO (Vorstandsvorsitzende) großer Unternehmen. Unter den zu Anfang 28 Mitgliedern befanden sich drei Frauen und ein Afroamerikaner.
Nach mehreren Rücktritten im Zusammenhang mit Trumps Reaktion auf die gewalttätigen Ausschreitungen in Charlottesville sagte Trump am 15. August: „Für jeden CEO, der aus dem Manufacturing Council austritt, habe ich viele, die ihren Platz einnehmen. Angeber hätten nicht mitmachen sollen.“
Einen Tag später gab Trump die Auflösung des American Manufacturing Council bekannt: „Anstatt Druck auf die Wirtschaftsleute im Manufacturing Council und im Strategy & Policy Forum auszuüben, beendige ich beide. Ich danke Ihnen allen!“

## Mitglieder bis zum 16. August 2017
- William M. Brown, CEO, Harris Corporation
- Michael Dell, CEO, Dell Technologies Inc
- John J. Ferriola, CEO, Nucor
- Jeff Fettig, CEO, Whirlpool Corporation
- Alex Gorsky, CEO, Johnson & Johnson
- Greg Hayes, CEO, United Technologies
- Marillyn Hewson, CEO, Lockheed Martin
- James Kamsickas, CEO, Dana Inc.
- Richard G. Kyle, CEO, Timken Company
- Andrew Liveris, CEO, Dow Chemical Company
- Dennis Muilenburg, CEO, Boeing
- Doug Oberhelman, Direktor, Caterpillar Inc.
- Michael B. Polk, CEO, Newell Brands
- Mark Sutton, CEO, International Paper
- Wendell Weeks, CEO, Corning Inc.

## Mitglieder, die vorzeitig ihre Arbeit im American Manufacturing Council beendeten
Nachdem Ausscheiden aus ihrem jeweiligen Unternehmen verließen folgende Mitglieder das American Manufacturing Council (eine Neubesetzung fand nicht statt):
- Mark Fields, ehem. CEO, Ford Motor Company
- Klaus Kleinfeld, ehem. CEO, Arconic
- Thea Lee, ehem. stell. Vorsitzende, AFL–CIO
- Mario Longhi, ehem. CEO, U.S. Steel

Das Gremium verließ als Reaktion auf die Ankündigung Donald Trumps, die Vereinigten Staaten würden von dem Pariser Klimaabkommen zurücktreten:
- Elon Musk, CEO, Tesla, Inc.[6]

Als Reaktion auf die Stellungnahmen von Donald Trump zu den rechtsextremen Demonstrationen in Charlottesville im August 2017 verließen mehrere Mitglieder das Gremium:
- Kenneth Frazier, CEO, Merck & Co.
- Jeff Immelt, CEO, General Electric Company
- Brian Krzanich, CEO, Intel
- Denise Morrison, CEO, Campbell Soup Company
- Scott Paul, Präsident, Alliance for American Manufacturing
- Kevin Plank, CEO, Under Armour
- Inge Thulin, CEO, 3M
- Richard Trumka, Präsident, AFL–CIO